# Germania (Briefmarke)

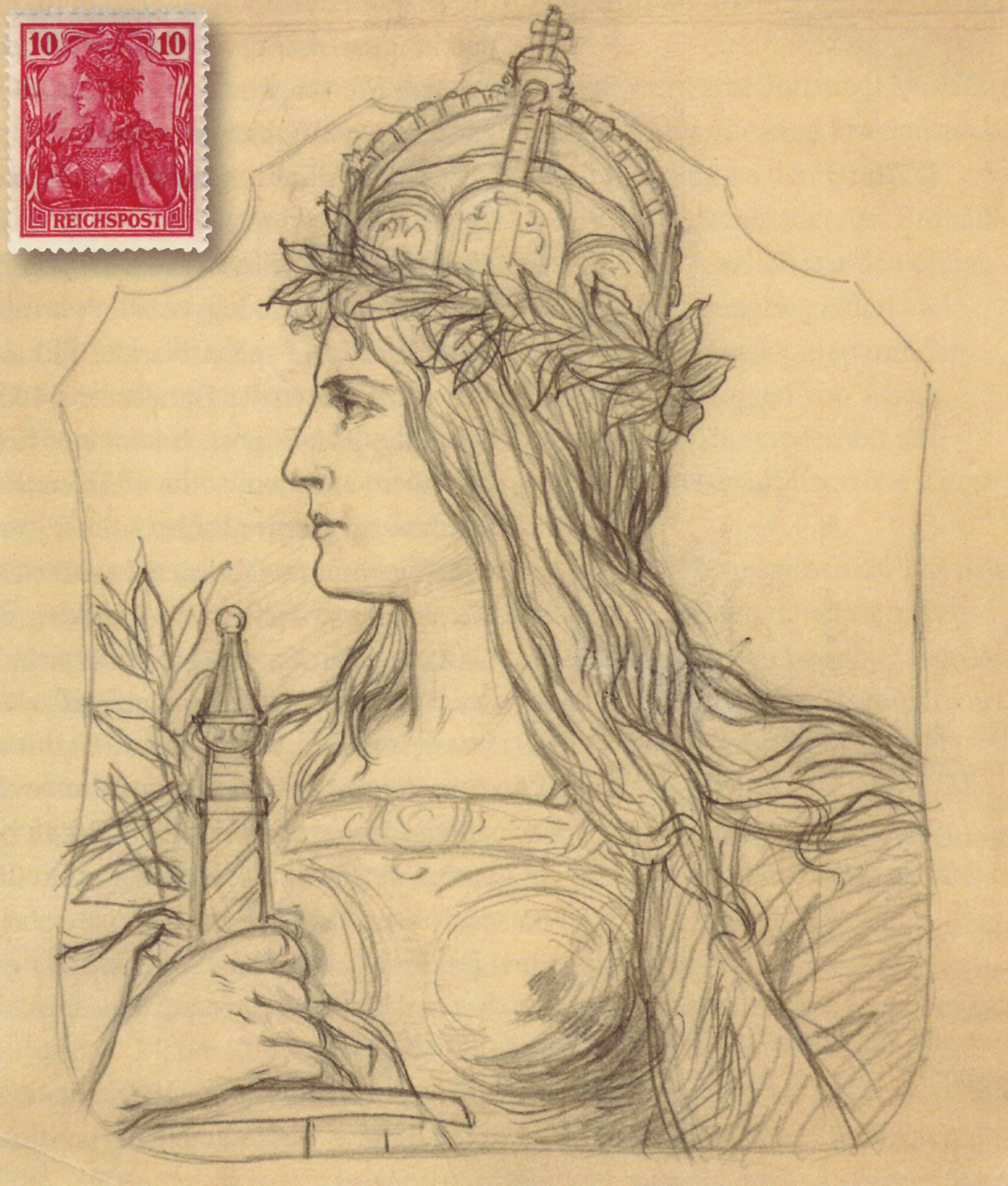
Originalskizze von Paul Eduard Waldraff zur Gestaltung der Germania-Marke. Bei der zusätzlich abgebildeten Briefmarke handelt es sich um Michel-Nummer 56b von 1900

Die Germania-Briefmarkenserien sind Freimarkenausgaben des Deutschen Reiches mit dem Bildnis Germanias, die in den Jahren 1900 bis 1922 verwendet wurden. Diese Briefmarkenserien zählen zu den bekanntesten und langlebigsten Deutschlands und sind ein beliebtes Sammelgebiet unter Philatelisten.
Teilweise werden der Germania-Serie auch die nach oben ergänzenden Mark-Werte Repräsentative Darstellungen des Deutschen Kaiserreichs zugeschlagen, obwohl weder Form noch Motiv und Briefmarkenkünstler identisch sind. Das einzige, was beide Serien miteinander verbindet, sind die Ausgabejahre und die Verwendungsdauer.

## Ausgabeanlass
Die Briefmarkenserie Germania umfasst insgesamt 60 Werte (ohne Untertypen) in unterschiedlichen Ausführungen und löste als vierte Dauerserie der Reichspost die Ausgaben „Brustschilde“ (MiNr. 1–30), „Pfennige“ (Ziffern bzw. Reichsadler, MiNr. 31–36) und „Pfennig“ (gleiche Zeichnung mit veränderter Wertangabe, MiNr. 39–44) und „Krone - Adler“ (MiNr. 45–52) ab. Das neutrale Muster der Germania wurde gewählt, um nicht durch die Abbildung des Kaisers die Übernahme des bayerischen und württembergischen Postwesens zu erschweren und um einen Kontrast zu den vorhergehenden Serien darzustellen. Hierfür stand die Schauspielerin Anna Führing Modell. Die selbst von Kaiser Wilhelm II. angenommenen Entwürfe für die Briefmarkenserie stammten von Paul Eduard Waldraff (1870–1917). Dieser schrieb im Nachhinein über das Ausgabeverfahren:

„Von der Tür ausgehend schreitet der Allerhöchste Kunstkenner in kaum vermindertem Tempo die Staffeleien ab, gefolgt von seinem Adjutanten. Wieder bei der Tür angekommen, macht der Kaiser kehrt, geht quer durch den Saal gerade auf die Germania zu und spricht, mit dem Finger kurz auf sie deutend das entscheidende und einzige Wort ›Die‹. Draußen war er.“

Das Vorbild für das Porträt der Germania gab die Schauspielerin Anna Führing.

## Ausführungen
Von den Germania-Marken existieren zahlreiche Ausführungen. Die Inschrift lautete anfangs Reichspost, später Deutsches Reich. Zahlreiche Überdrucke wurden für die Auslandspostämter in China, Marokko und der Türkei, die im Ersten Weltkrieg besetzten Gebiete, aber auch für das bayerische Postgebiet, das nach dem Ersten Weltkrieg mit dem deutschen vereinigt wurde, die Abstimmungsgebiete Allenstein und Marienwerder, für das Saargebiet, Danzig und das Memelland sowie für die Herstellung von Wohltätigkeitsmarken angefertigt.

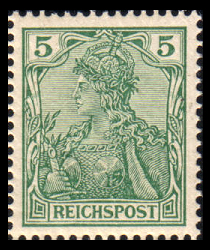
Reichspost: Germania zu 5 Pfennig (einfarbig)
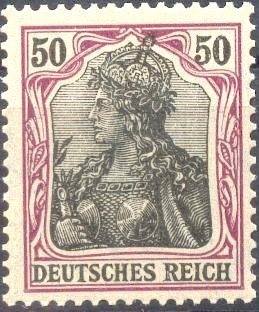
Deutsches Reich: Germania zu 50 Pfennig (zweifarbig)
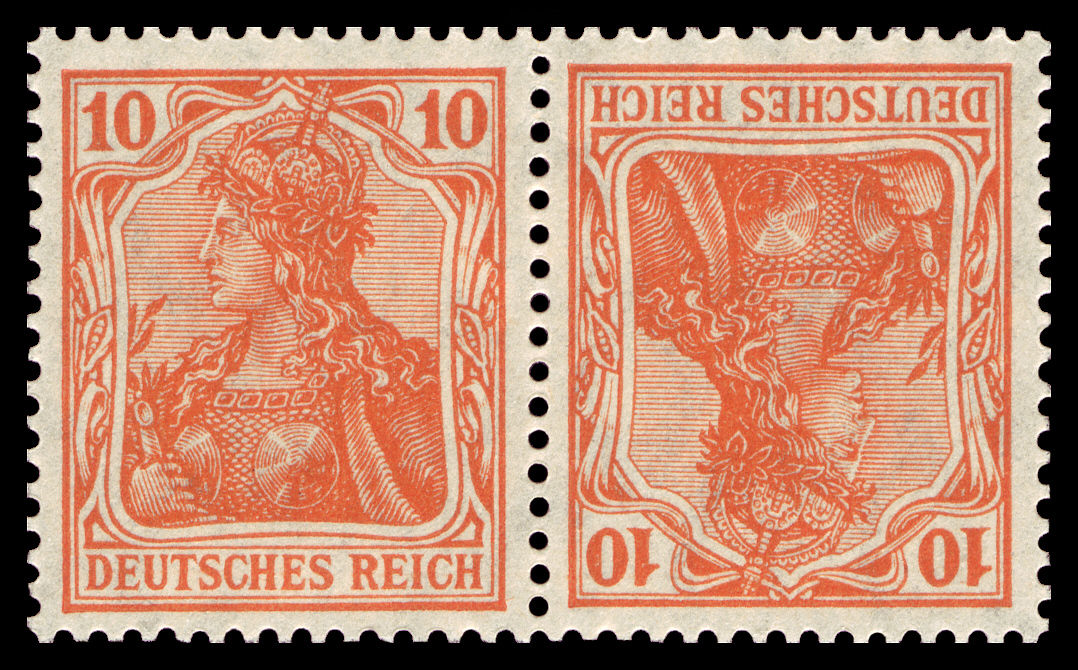
Deutsches Reich: Germania Kehrdruck aus Heftchenblatt 14/15
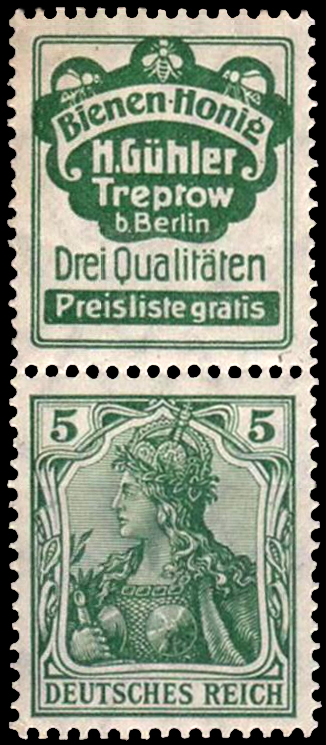
Deutsches Reich: Mit Reklamezusammendruck, (R2: Bienenhonig)
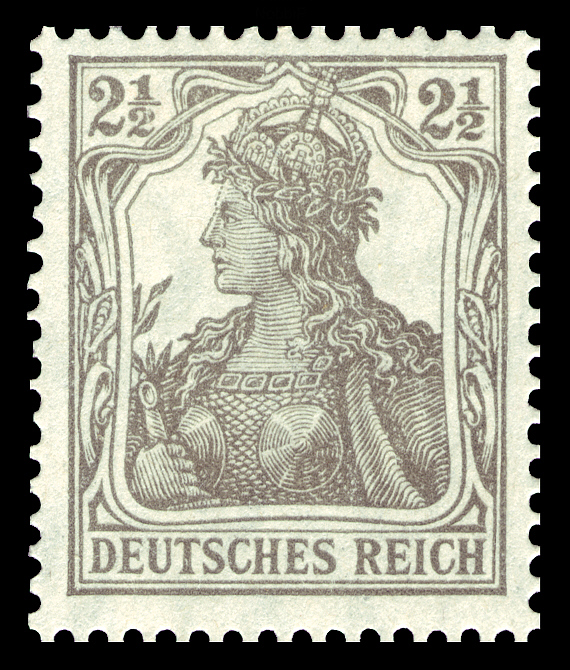
Wert ohne Hintergrundschraffur

Bei der Bildgestaltung treten zwei Varianten auf: Bei den meisten Werten ist die Germania vor einem waagerecht schraffierten Hintergrund abgebildet, bei einigen Werten jedoch vor einem nicht schraffierten (weißen) Hintergrund.
Als Dauermarkenserie wurde die Germania auch auf Ganzsachen als Wertstempel für Postkarten, Kartenbriefe und Rohrpostbriefumschläge benutzt. Die Sonderpostkarte zur Jahrhundertwende wurde offiziell seit dem 28. Dezember 1899 verkauft, die früheste Verwendung stammt jedoch schon vom 24. Dezember 1899.

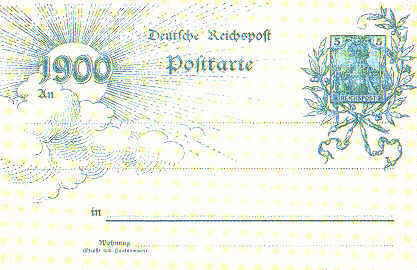
Sonderpostkarte zur Jahrhundertwende
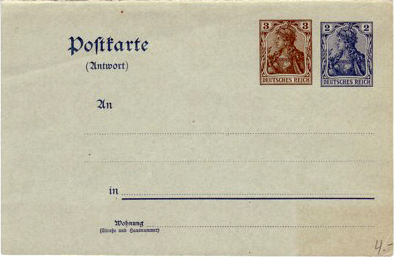
Postkarte, Erhöhung des Ortsportos 1906 mit den Werten von 1902
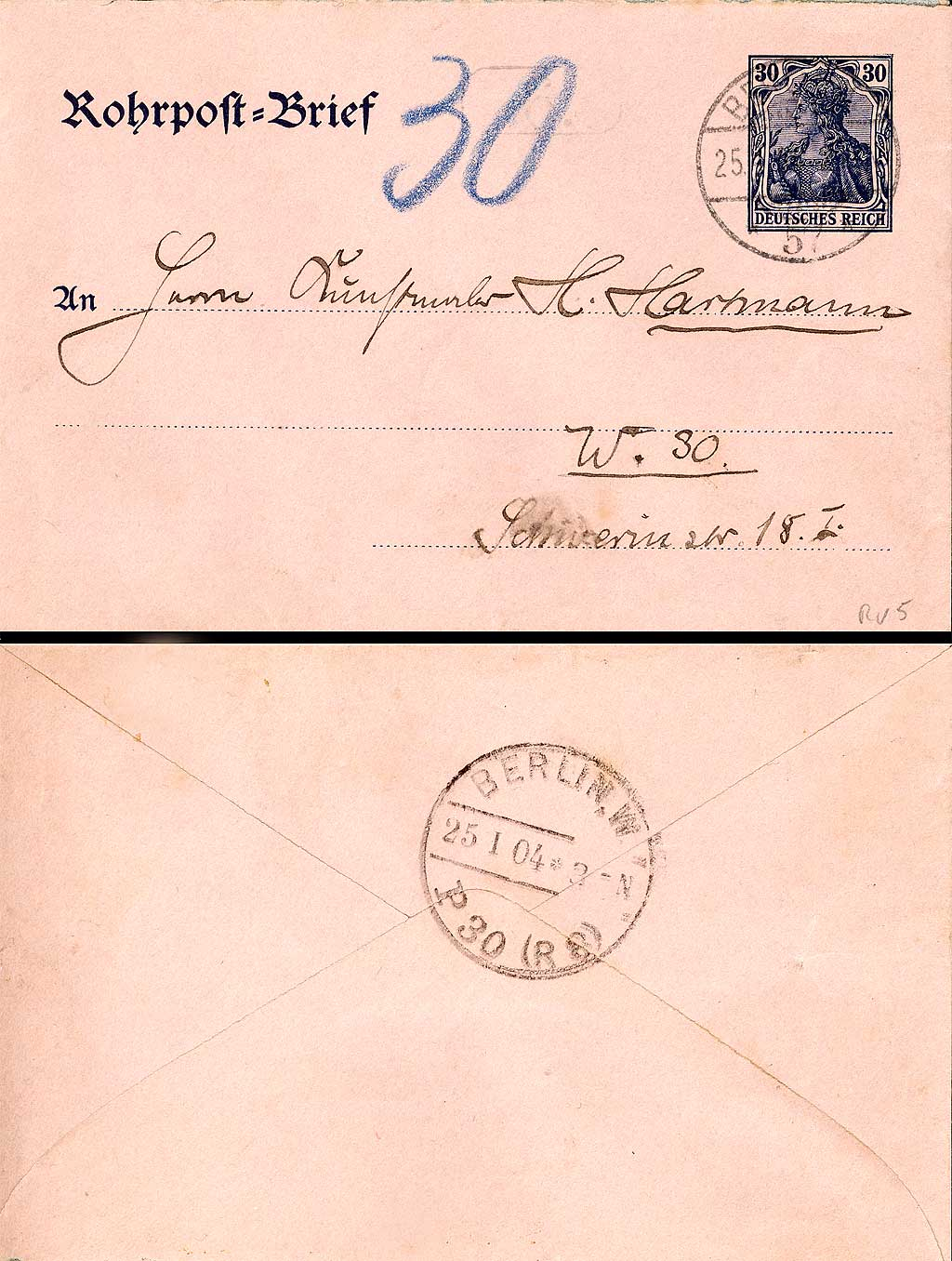
Rohrpostbriefumschlag
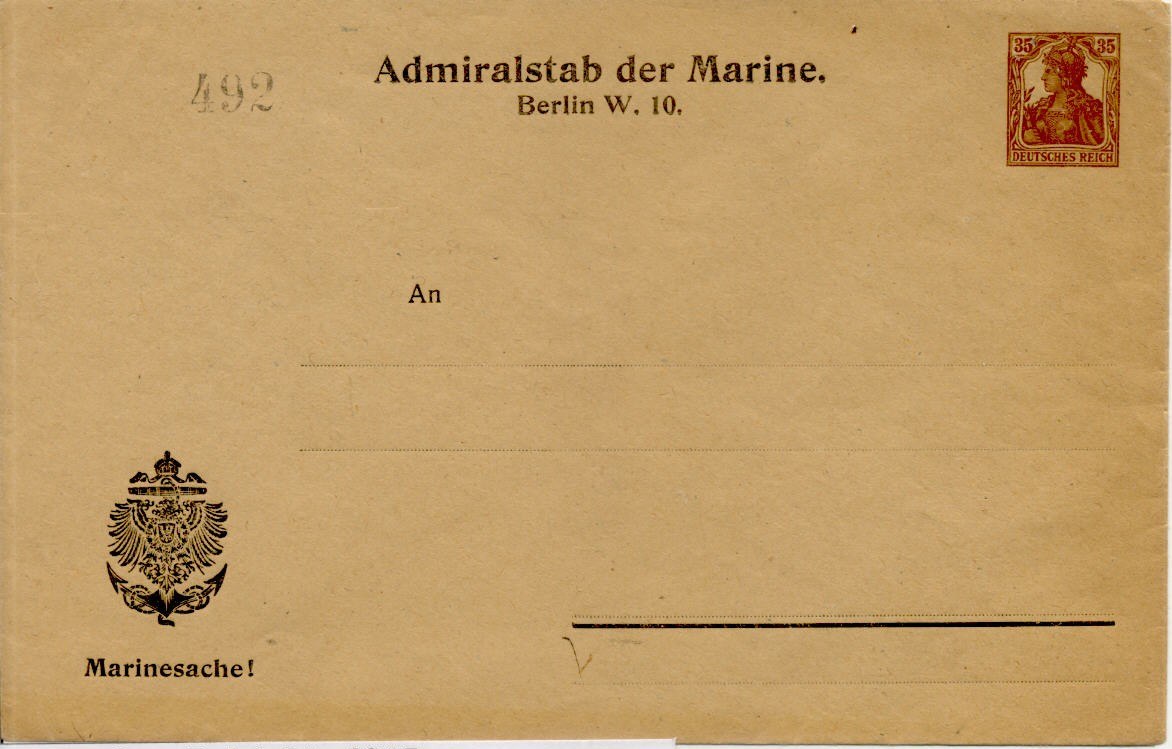
Privatganzsache des Admiralstabs der Marine

### Specimen
Die Marken kommen auch mit dem Aufdruck „Specimen“ (als amtliche Orientierungsmuster, meist bei der Neuausgabe, z. B. zur Vorlage an den Weltpostverein) vor.

### Nachahmungen
Für das Spiel Kinderpost gab es Nachahmungen der Germaniamarke, der Schriftzug war hier bei einigen Herstellern Kinderpost (bei anderen entsprachen sie bis auf eine Größenabweichung den Originalmarken).

### Fälschungen
Während des Ersten Weltkriegs wurden von britischer Seite die Werte zu 10 Pfennig und zu 15 Pfennig gefälscht (Michel-Nr. 86 PFä und 101 PFä). Die Fälschungen sind u. a. an ihrem kalkweißen Papier und den zu schmalen Linien des Wasserzeichens zu erkennen.
Im Jahr 1902 wurden mehrere Briefmarkenfälschungen zum Schaden der Post vorgenommen, so die als „Chemnitzer Fälschung“ bekannte Fälschung der 10-Pfennig-Marke (Mi.-Nr. 71) und die sogenannte „Deistel-Fälschung“. Zu weiteren Fälschungen kam es im Jahr 1916 in Köln und in Hannover. Eine weitere Fälschung (sogen. Kölner Fälschung) ist die der 1920 ausgegebenen 60-Pfennig-Marke (Michel-Nr. 147 PFä).  Auch die Aufdruckmarken aus dem Jahr 1921 wurden gefälscht (Mi.-Nr. 154, 156, 157).

## Liste der Marken

### Deutsches Reich

#### Inschrift: Reichspost
Mit der Inschrift Reichspost sind am 1. Januar 1900 insgesamt zehn Postwertzeichen erschienen. Am 13. April 1901 wurde als so genannte Vineta-Provisorium der Wert zu 5 Pfennig (Michel-Nummer 55) halbiert und mit violettem Aufdruck zu 3 Pfennig verkauft. Alle Marken waren bis einschließlich 31. Dezember 1902 gültig.
| Bild | Wert in Pfennig | Farbe                                                                                                 | Ausgabetag        | Michel-Nr.                                    |
| ---- | --------------- | --- | ----------------- | --------------------------------------------- |
|      | 2               | hell- bis dunkelblaugrau                                                                              | 4. Juli 1900      | 53                                            |
|      | 3               | olivbraun                                                                                             | Februar 1900      | 54                                            |
|      | 5               | hell- bis dunkelgrün                                                                                  | März 1900         | 55                                            |
|      | 10              | karminrosa, rot                                                                                       | 30. Dezember 1899 | 56                                            |
|      | 20              | … | 8. Januar 1900    | 57                                            |
|      | 25              | … | 10. März 1900     | 58                                            |
|      | 30              | … | 27. Dezember 1899 | 59                                            |
|      | 40              | … | 27. Dezember 1899 | 60                                            |
|      | 50              | … | 20. Dezember 1899 | 61                                            |
|      | 80              | … | 1. Januar 1900    | 62                                            |
|      | 3               | grün (3 auf 5 Pfennig halbierte Marke, Vineta-Provisorium, Mi-Nr. 55 halbiert mit violettem Aufdruck) | 13. April 1901    | (ehemals 67) jetzt: Verwendungsvariante „A I“ |

#### Inschrift: Deutsches Reich
Die ab dem 1. April 1902 erschienenen Marken trugen die Aufschrift Deutsches Reich. Um den Weltkrieg finanzieren zu können, wurden mittels der Reichsabgabe ab 1916 verschiedene Postgebühren erhöht; dies führte zur Herausgabe zusätzlicher Werte (2½ Pfennig; 7½ Pfennig; 15 Pfennig) und zur erneuten Herausgabe einer Marke zu 2 Pfennig, jeweils mit nicht schraffiertem Hintergrund. Im Januar 1920 erschienen Neuausgaben der Werte 5 Pfennig, 10 Pfennig, 15 Pfennig, 20 Pfennig, 30 Pfennig, 40 Pfennig, 50 Pfennig, 60 Pfennig, 75 Pfennig und 80 Pfennig in geänderten Farben (Michel-Nr. 140 bis 149). Im Dezember 1920 kamen die Werte 1 Mark, 1 1/4 Mark, 2 Mark und 4 Mark (in Germania-Zeichnung) hinzu (Michel-Nr. 150 bis 153). Die Marken waren infolge der beginnenden Inflation bis zum 31. Oktober 1922 gültig. Die letzte Neuausgabe erschien am 2. April 1922.
Die vier im August 1921 erschienenen Marken (Michel-Nummern 154 bis 157) wurden am 20. Januar 1922 vom Schalterverkauf zurückgezogen und nur noch im Innendienst verwendet. Postkunden durften diese Marken nach dem genannten Datum nicht mehr verwenden.
| Bild | Wert in Pfennig | Farbe                                           | Ausgabetag              | Michel-Nr. |
| ---- | --------------- | ----------------------------------------------- | ----------------------- | ---------- |
|      | 2               | …                                               | 1. April 1902           | 68         |
|      | …               | …                                               | 1. April 1902           | …          |
|      | 80              | …                                               | 1. April 1902           | 77         |
|      | 2               | …                                               | 1905/1911               | 83         |
|      | 3               | …                                               | 21. Oktober 1905 1911   | 84         |
|      | …               | …                                               | 1905/1911               | …          |
|      | 80              | …                                               | 1905/1911               | 93         |
|      | 2,5             | …                                               | 1. August 1916/Mai 1917 | 98         |
|      | …               | …                                               | 1. August 1916/Mai 1917 | 99         |
|      | …               | …                                               | 1. August 1916/Mai 1917 | 100        |
|      | …               | …                                               | 1. August 1916/Mai 1917 | 101        |
|      | …               | …                                               | 1. August 1916/Mai 1917 | 102        |
|      | …               | …                                               | 1. August 1916/Mai 1917 | 103        |
|      | …               | …                                               | 1. August 1916/Mai 1917 | 104        |
|      | 10+5            | Kriegsbeschädigtenhilfe Michel 86 mit Aufdruck  | 1. Mai 1919             | 105        |
|      | 15+5            | Kriegsbeschädigtenhilfe Michel 101 mit Aufdruck | 1. Mai 1919             | 106        |
|      | …               | …                                               | Januar 1920             | 140        |
|      | 10              | gelblich- bis rötlichorange                     | 2. September 1920       | 141        |
|      | …               | … mit Aufdruck                                  | Januar 1920             | 153        |
|      | 1,60 Mark       | … mit Aufdruck                                  | August 1921             | 154        |
|      | 3 Mark          | … mit Aufdruck                                  | August 1921             | 155        |
|      | 5 Mark          | … mit grünem Aufdruck                           | August 1921             | 156        |
|      | 10 Mark         | … mit Aufdruck                                  | August 1921             | 157        |
|      | 75              | lebhaft lilakarmin                              | 2. April 1922           | 197        |
|      | 1 1/4           | mittelbräunlich, rot, dunkellila                | 2. April 1922           | 198        |

### Markenheftchen
Neben den Einzelmarken kamen von 1910 bis 1921 auch von der Post ausgegebene Markenheftchen in insgesamt 15 Serien in den Verkehr, die neben den Briefmarken auch ein Deckblatt und mehrere, meist mit Werbung bedruckte Zwischenblätter enthielten.

### Bayern
In Bayern, das noch bis Mitte 1920 über ein eigenes Postregal verfügte, wurden Germania-Marken mit dem Aufdruck „Freistaat Bayern“ ab Mai 1919 in den Wertstufen 2½, 3, 5, 7½, 10 15, 20, 25, 35, 40, 75 und 80 Pfennig ausgegeben (Michel-Nr. 136 bis 147).

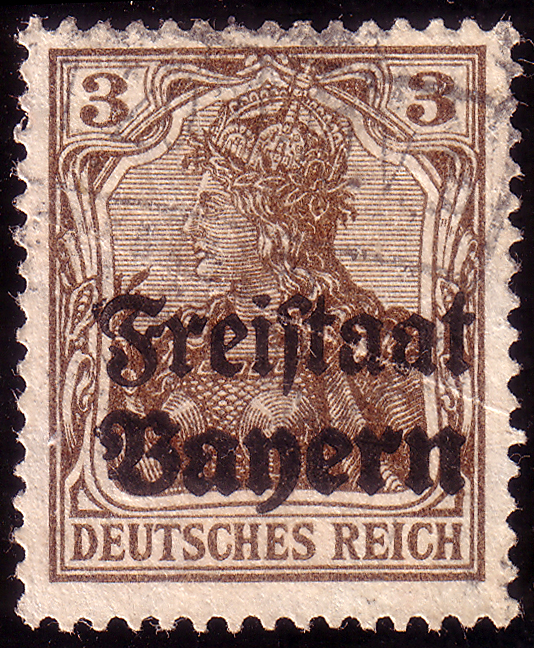

### Dienstmarken
Die 1903 in Preußen und 1905 in Baden herausgegebenen Dienstmarken dienten dazu, die tatsächlichen Portobeträge der Dienstsendungen innerhalb der beiden Länder zur Neufestsetzung eines der Reichspost zu zahlenden Pauschalbetrages einmalig zu ermitteln.
Bei der Gestaltung der Marke bediente man sich des Briefmarkenrahmens der Dauermarkenserie Germania.
Bei der Ausgabe für Preußen stand im Briefmarkenrahmen Frei durch Ablösung Nr. 21. Die acht Marken galten nur innerhalb des Jahres 1903.

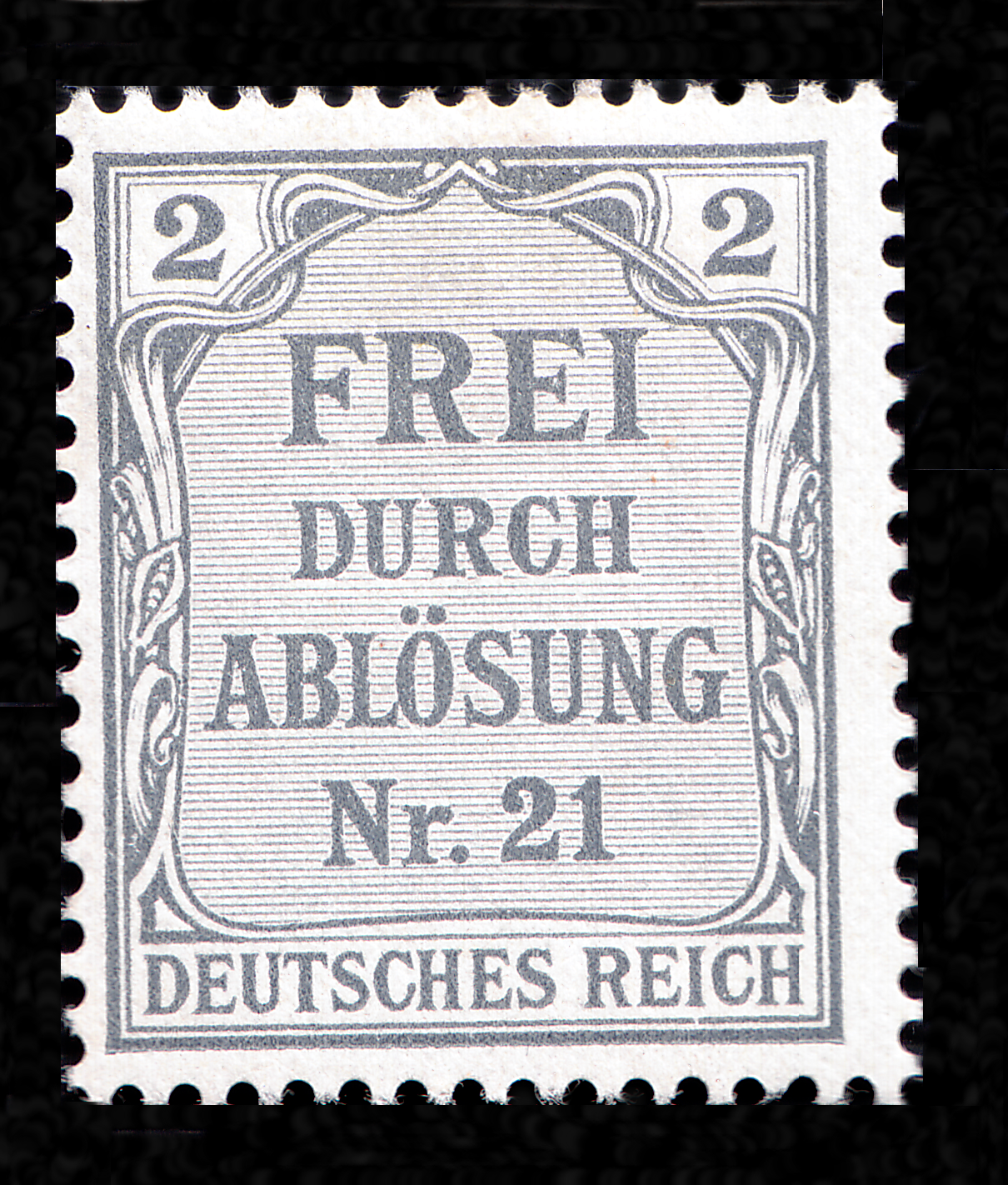
2 Pfg; Michel-Nr.: 1
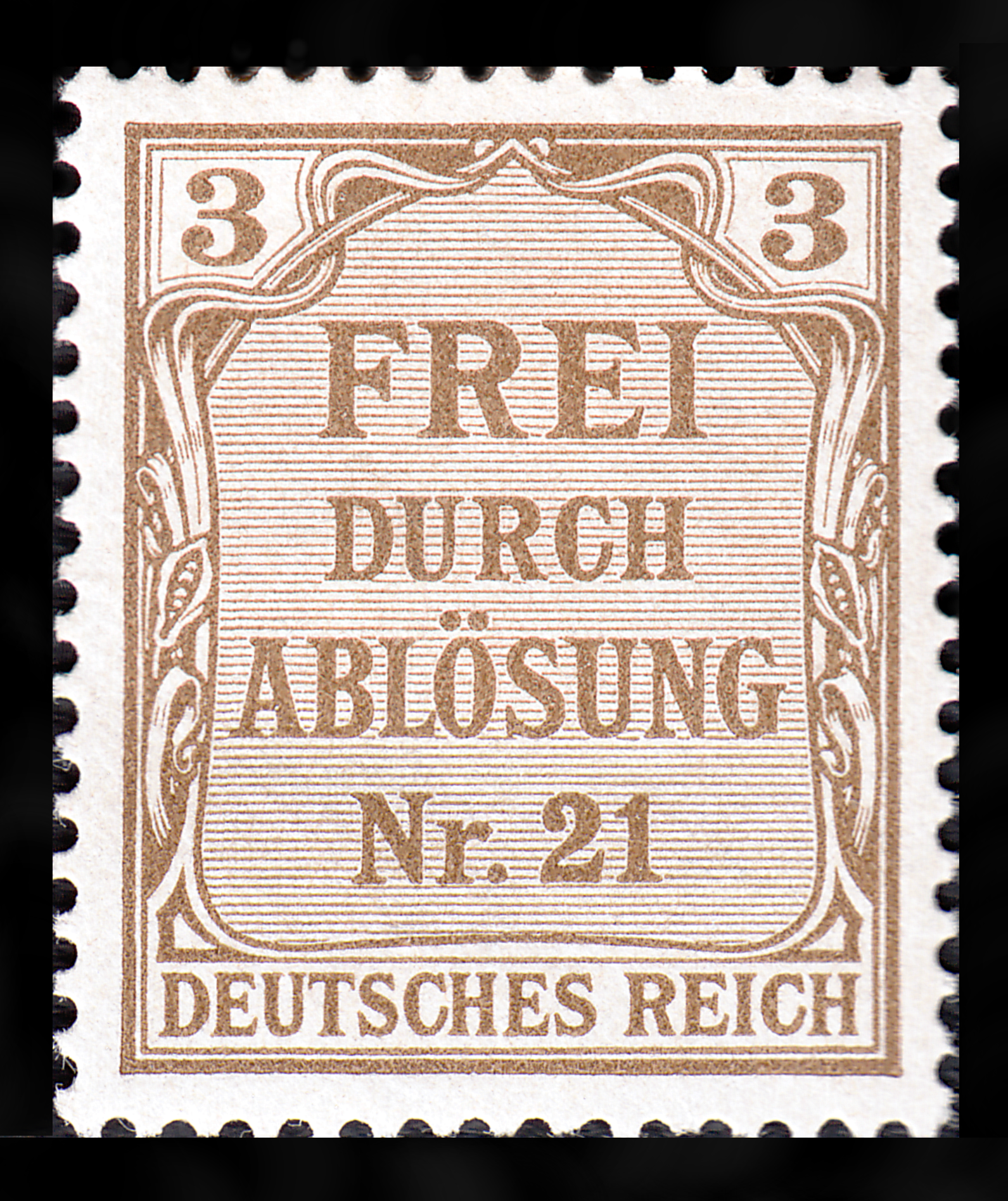
3 Pfg; Michel-Nr.: 2
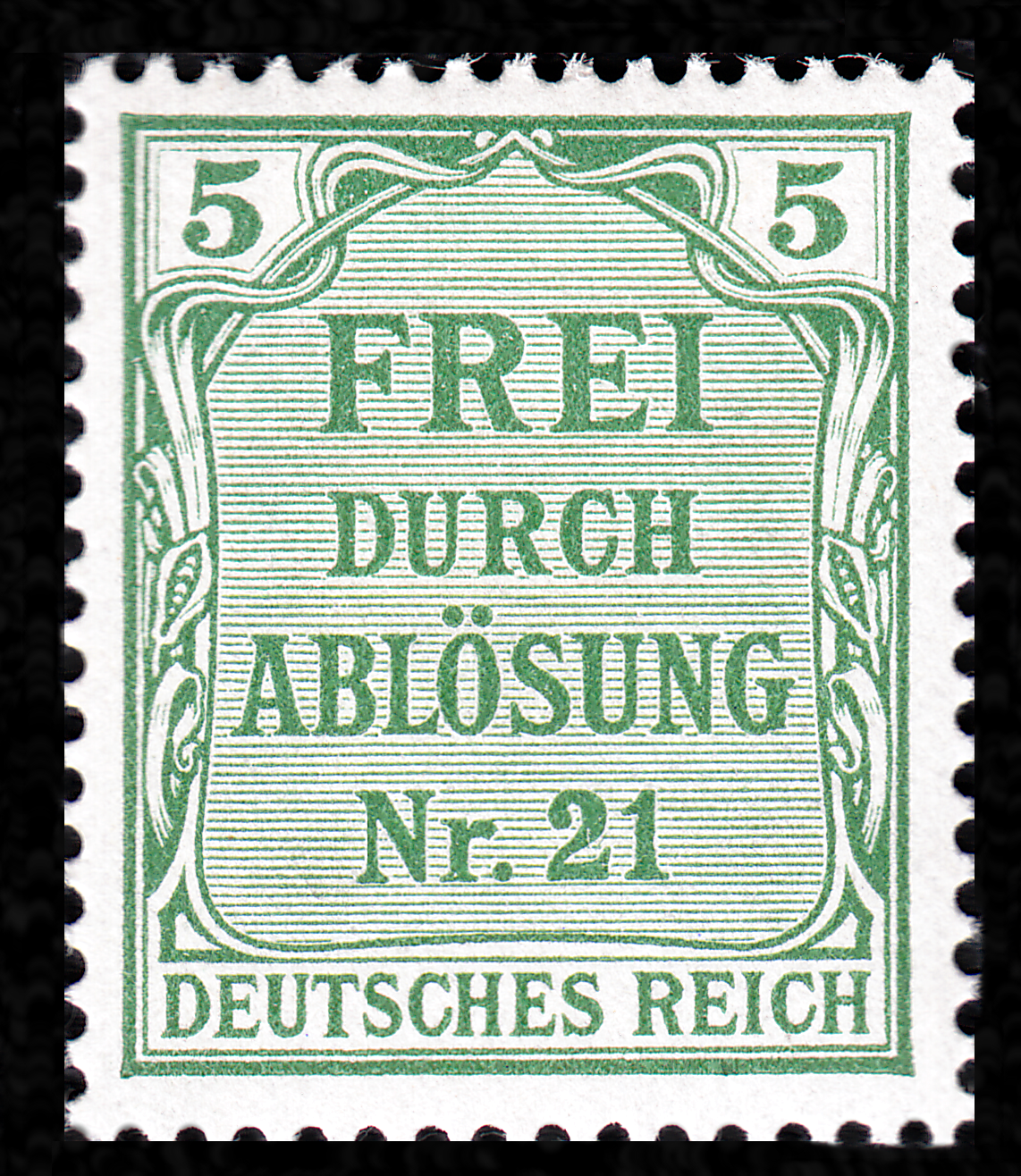
5 Pfg; Michel-Nr.: 3
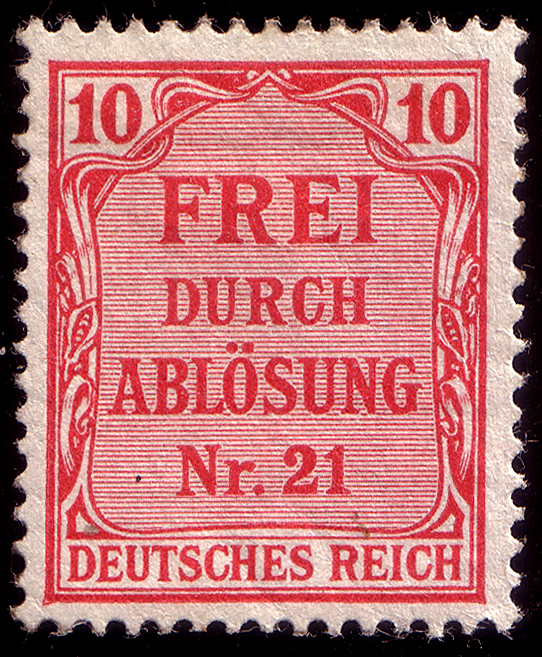
10 Pfg; Michel-Nr.: 4
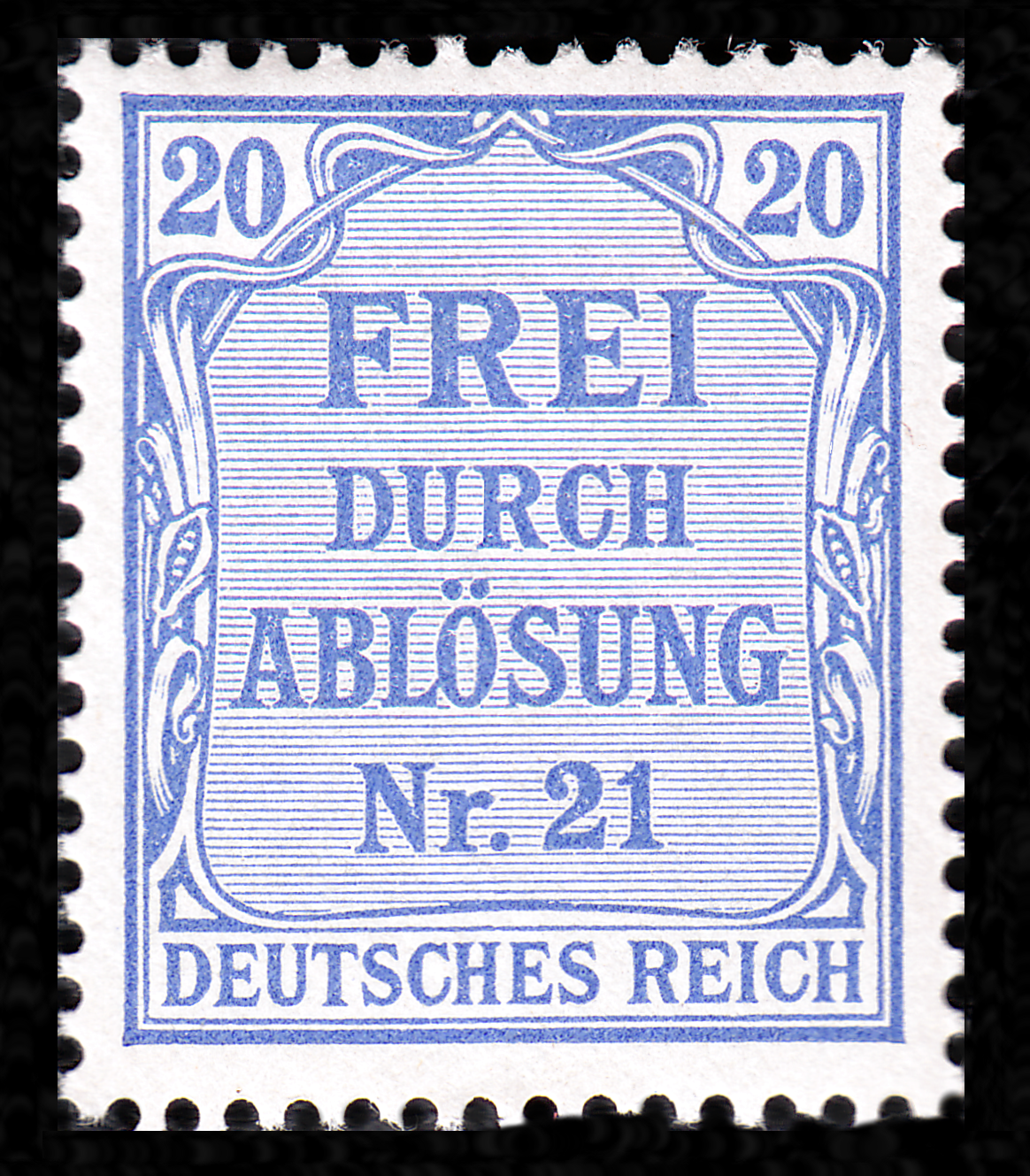
20 Pfg; Michel-Nr.: 5
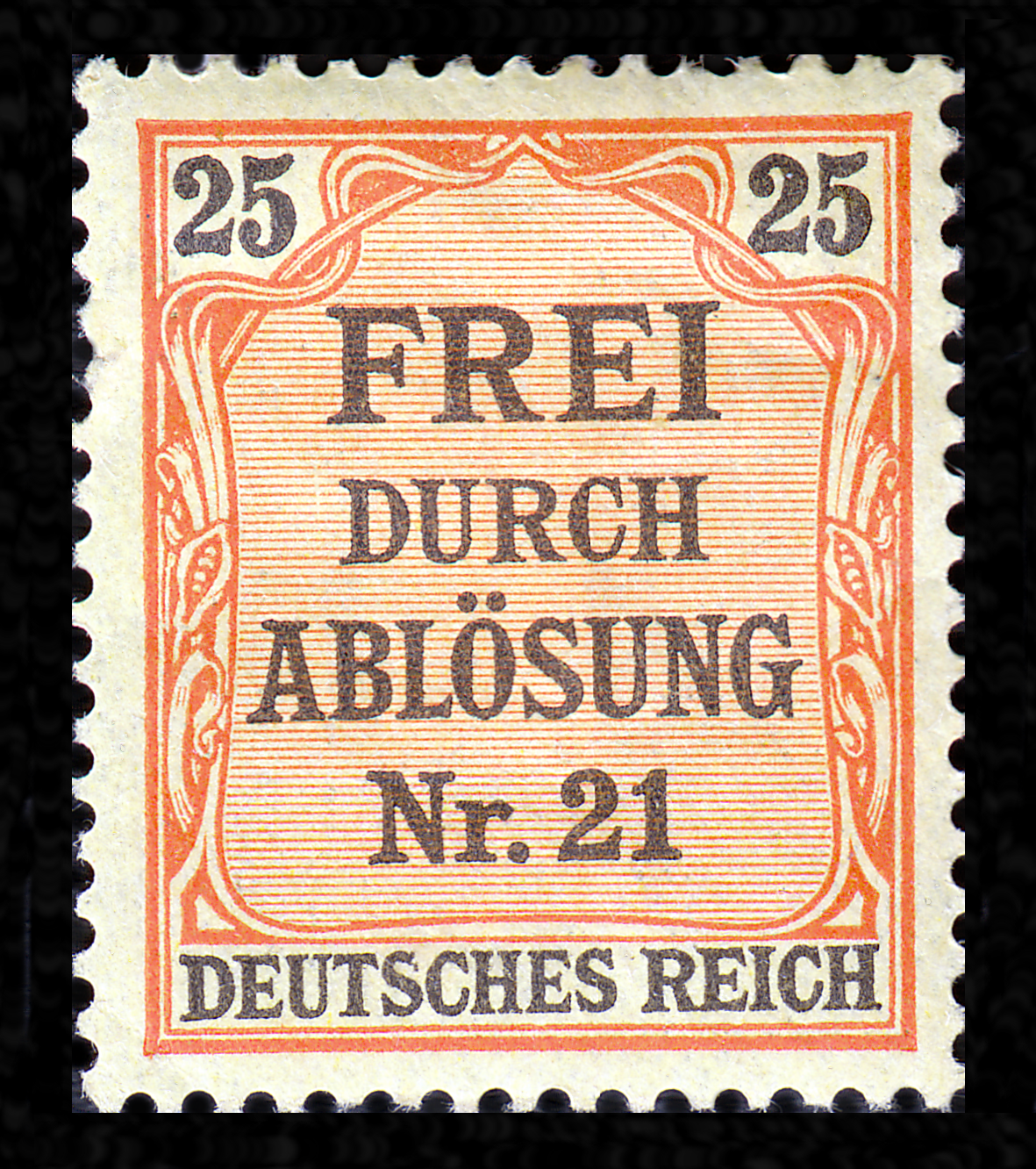
25 Pfg; Michel-Nr.: 6
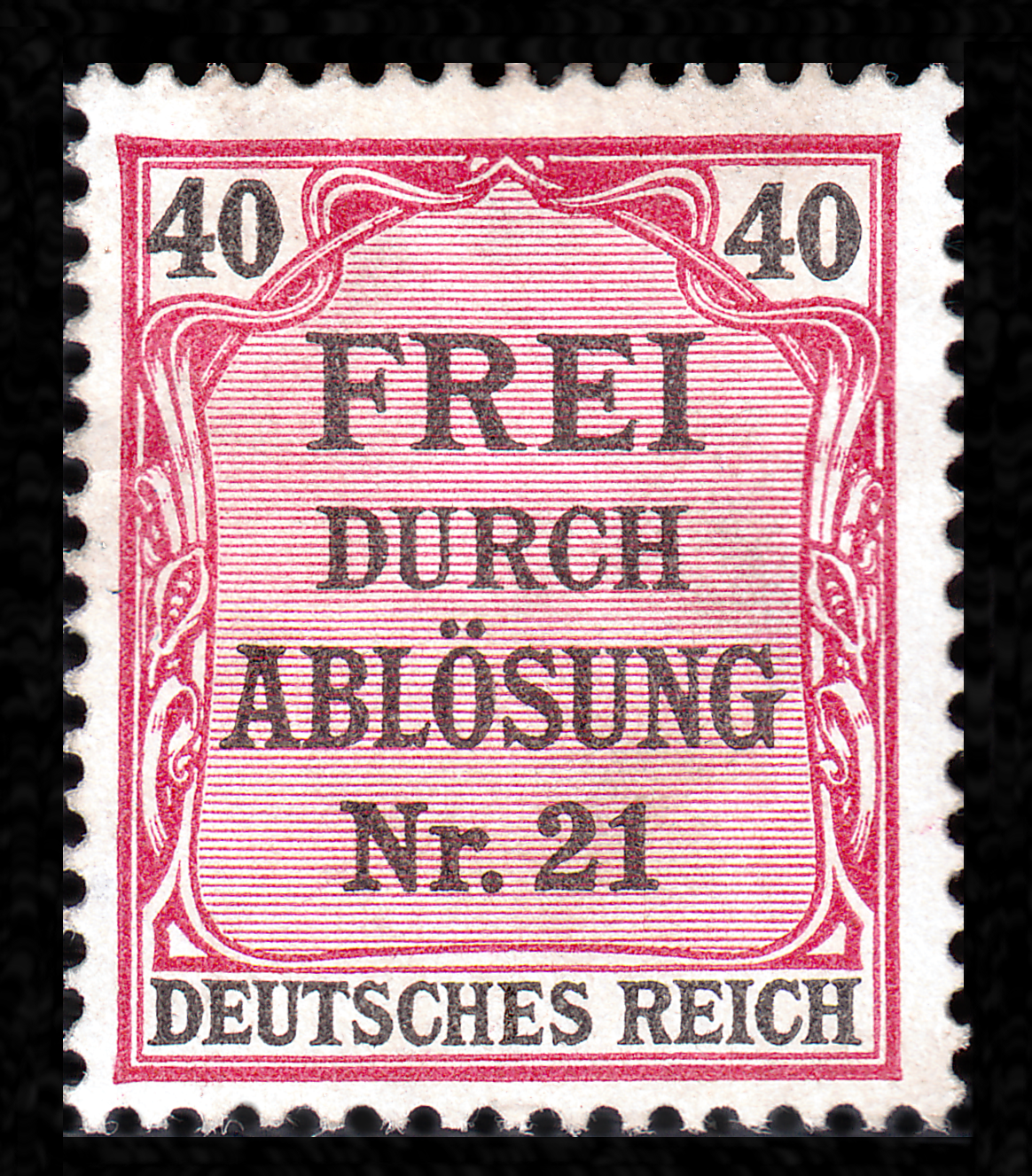
40 Pfg; Michel-Nr.: 7
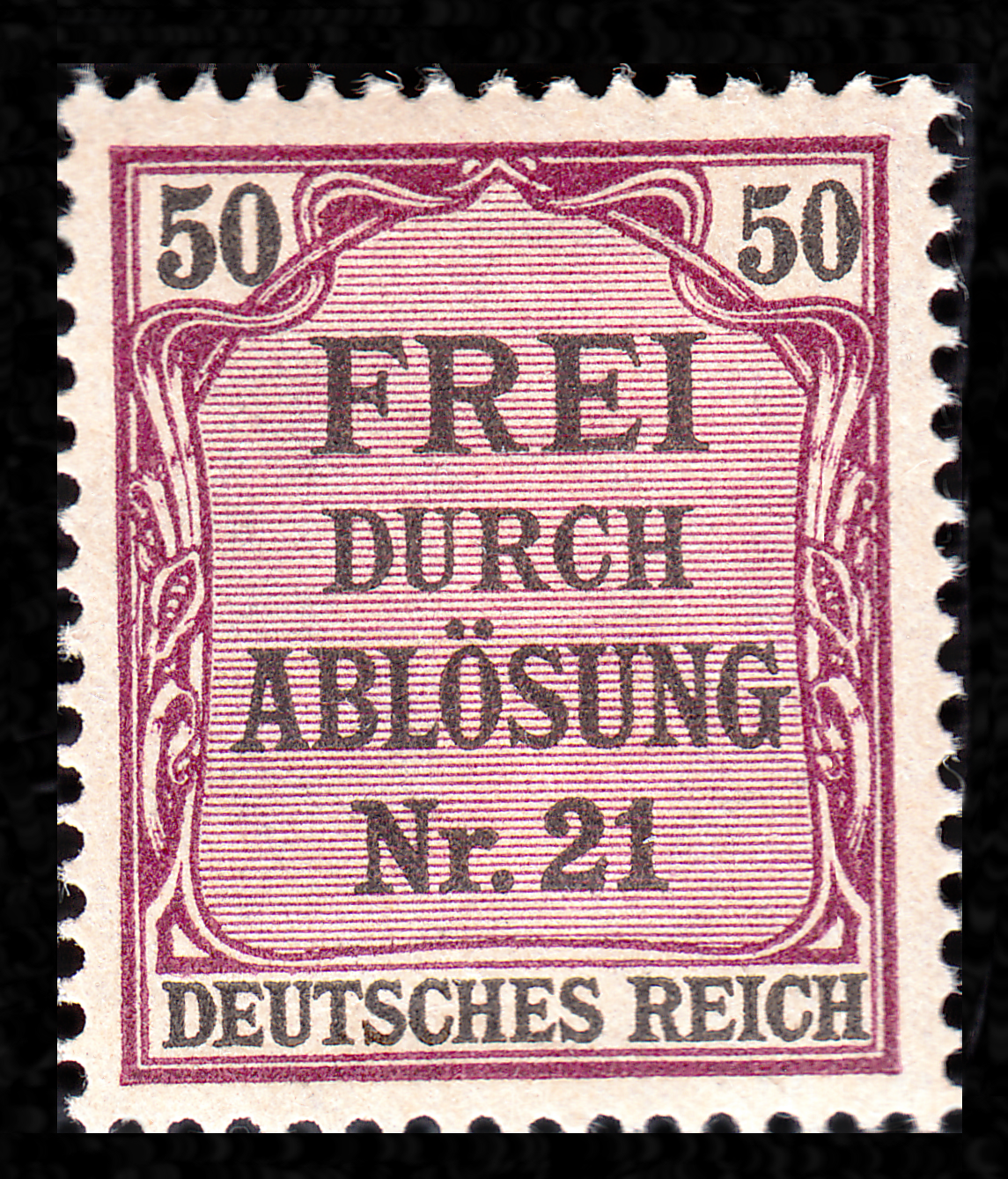
50 Pfg; Michel-Nr.: 8

Bei der Ausgabe für Baden stand im Briefmarkenrahmen Frei durch Ablösung Nr. 16 in schräger Schrift. Die sechs Marken galten nur innerhalb des Jahres 1905.

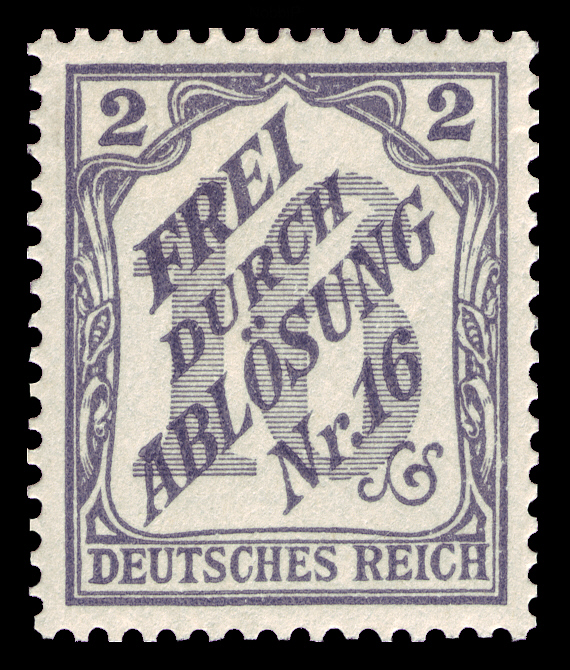
2 Pfg; Michel-Nr.: 9
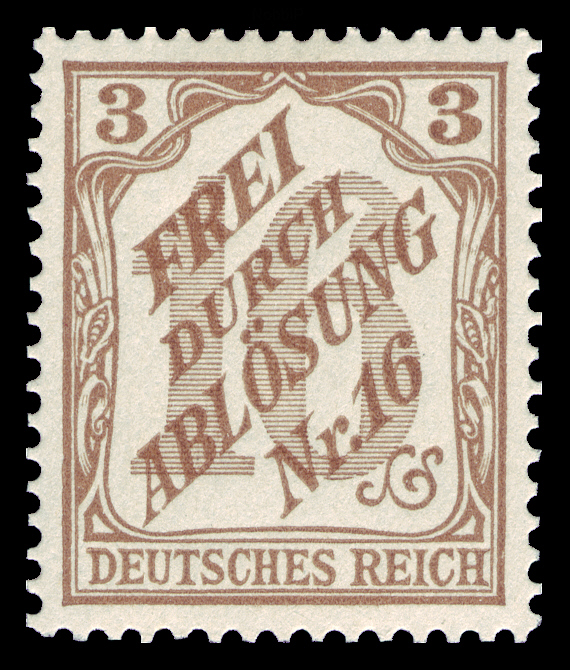
3 Pfg; Michel-Nr.: 10
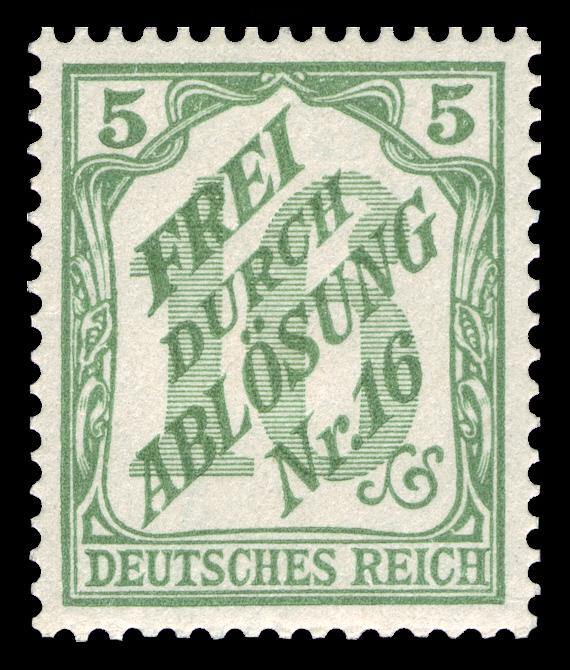
5 Pfg; Michel-Nr.: 11
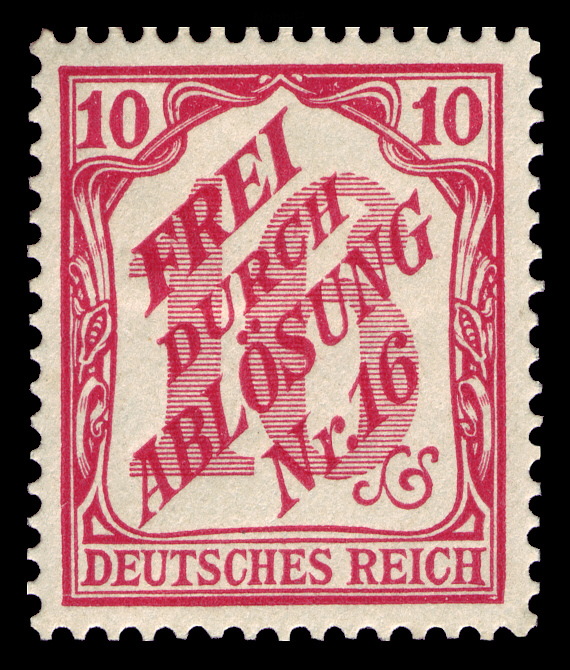
10 Pfg; Michel-Nr.: 12
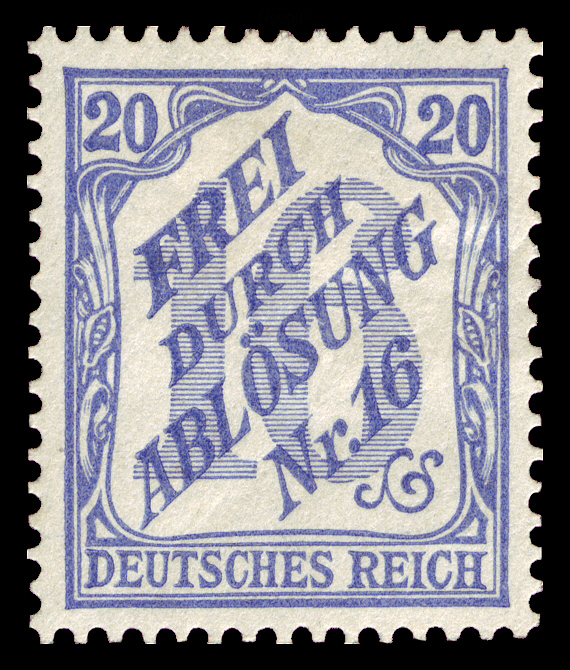
20 Pfg; Michel-Nr.: 13
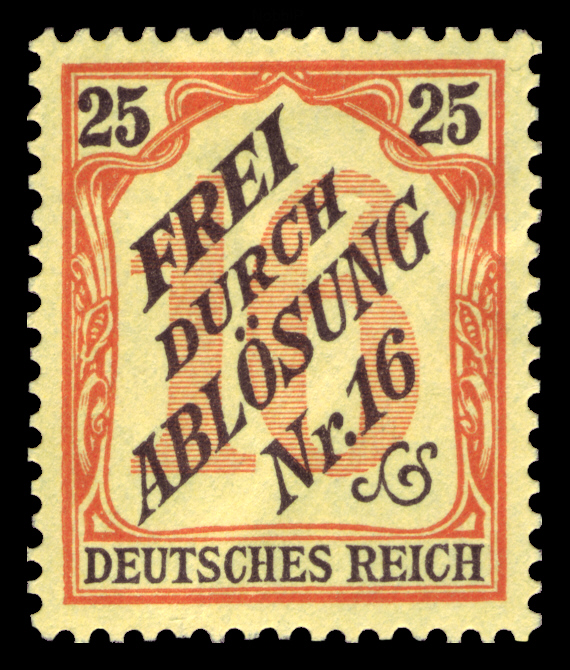
25 Pfg; Michel-Nr.: 14

### Weitere Nutzung in den deutschen Auslandspostämtern, in den besetzten Gebieten usw.

#### Deutsche Auslandspostämter
Die Germania-Serie erschien mit Überdrucken, teils Handstempelaufdrucke (China), meist Aufdrucke im Buchdruck, so: „Deutsche Post …“

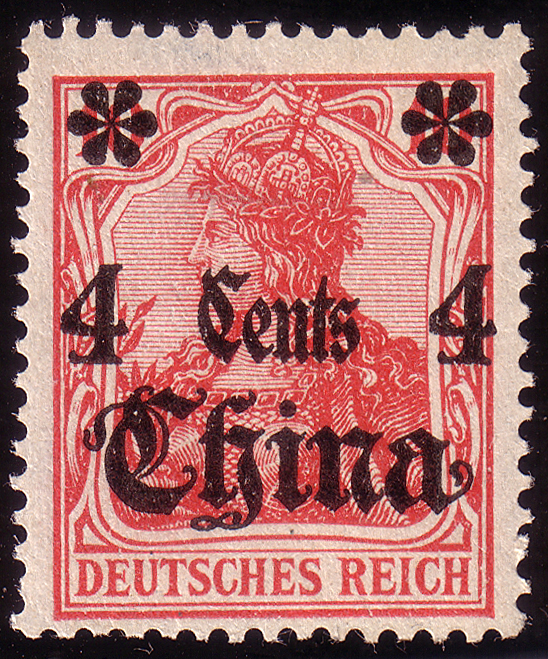
… in China, ab 24. November 1900
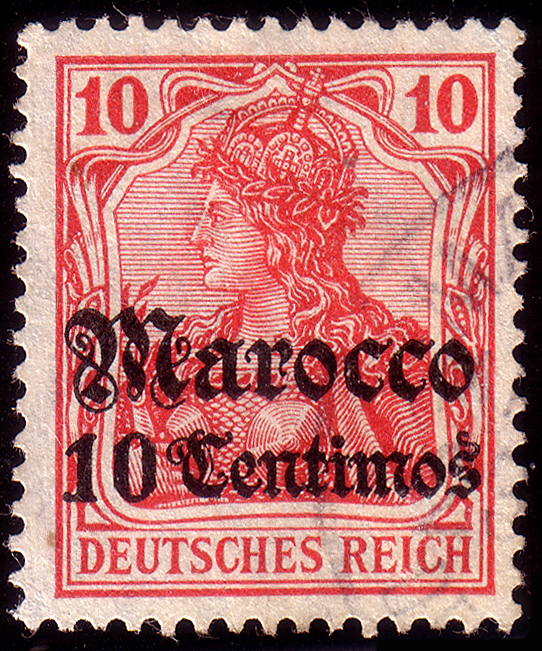
… in Marokko, ab 1. Oktober 1900
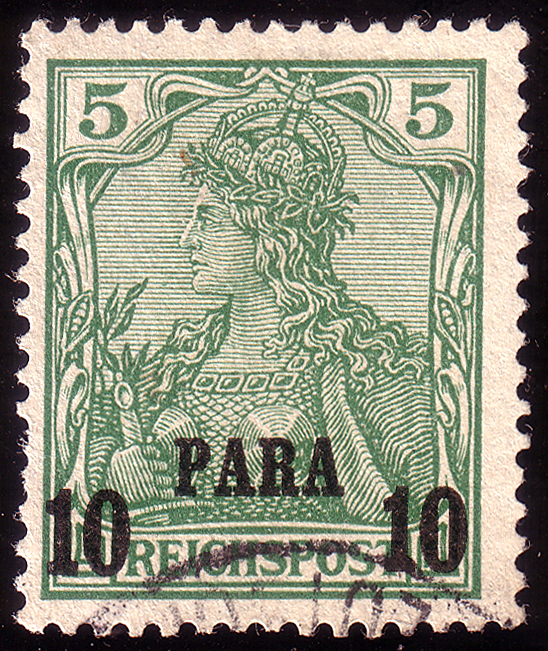
…im Osmanischen Reich, ab 10. Oktober 1900
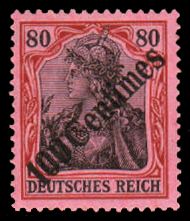
…im Osmanischen Reich (1908)

In den deutschen Kolonien wurde statt der Germania-Marken ein einheitliches Markenbild mit der Kaiseryacht benutzt.

#### Deutsche Besetzungsausgaben des Ersten Weltkrieges

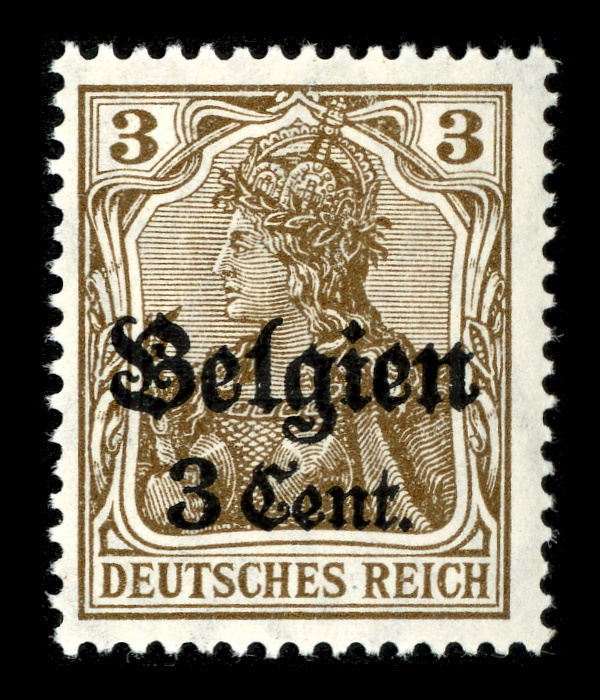
Landespost in Belgien (für das Generalgouvernement Belgien), ab 1. Oktober 1914
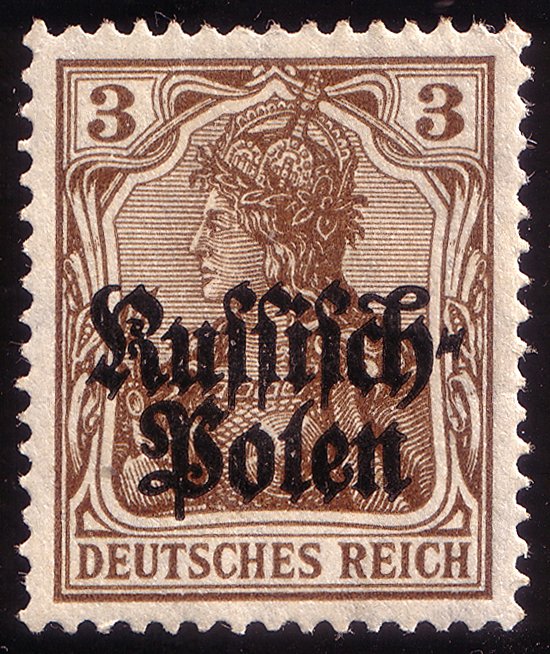
Deutsche Post in Polen (hier Russisch-Polen), ab 12. Mai 1915
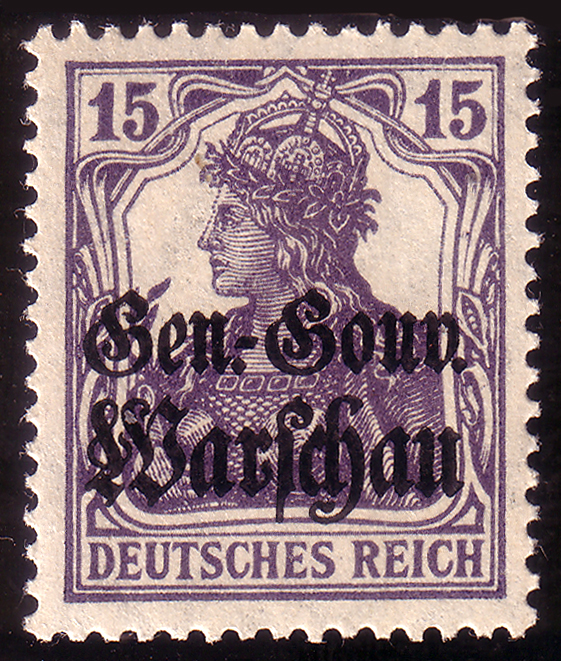
Deutsche Post in Polen (hier Warschau), ab 1. August 1916
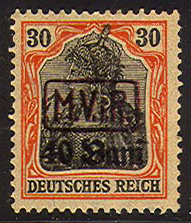
Deutsche Militärverwaltung in Rumänien, ab 1. Juni 1917
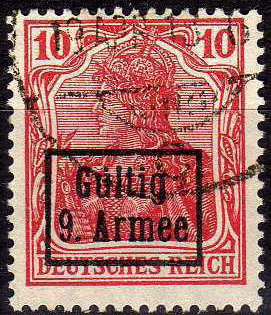
Bukarester Rahmenaufdruck: „Gültig 9. Armee“, vom 10. März 1918
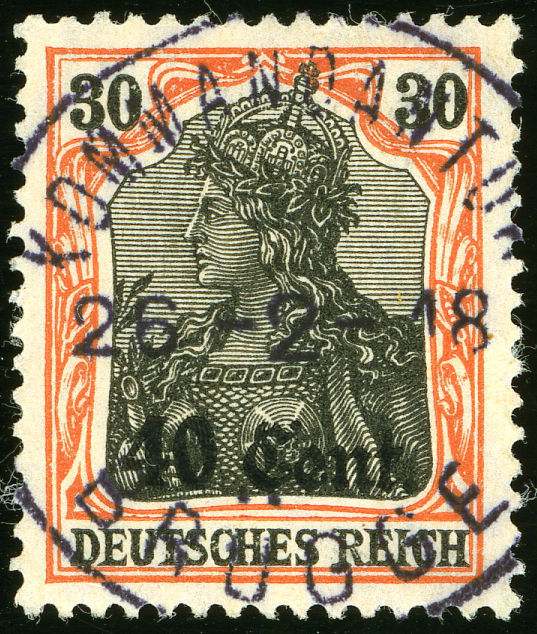
Etappengebiet West (besetzte Gebiete in Nordostfrankreich), ab 1. Dezember 1916
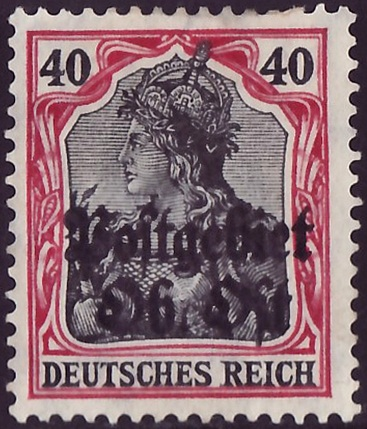
Postgebiet Oberbefehlshaber Ost (Ober Ost), ab 15. Januar 1916
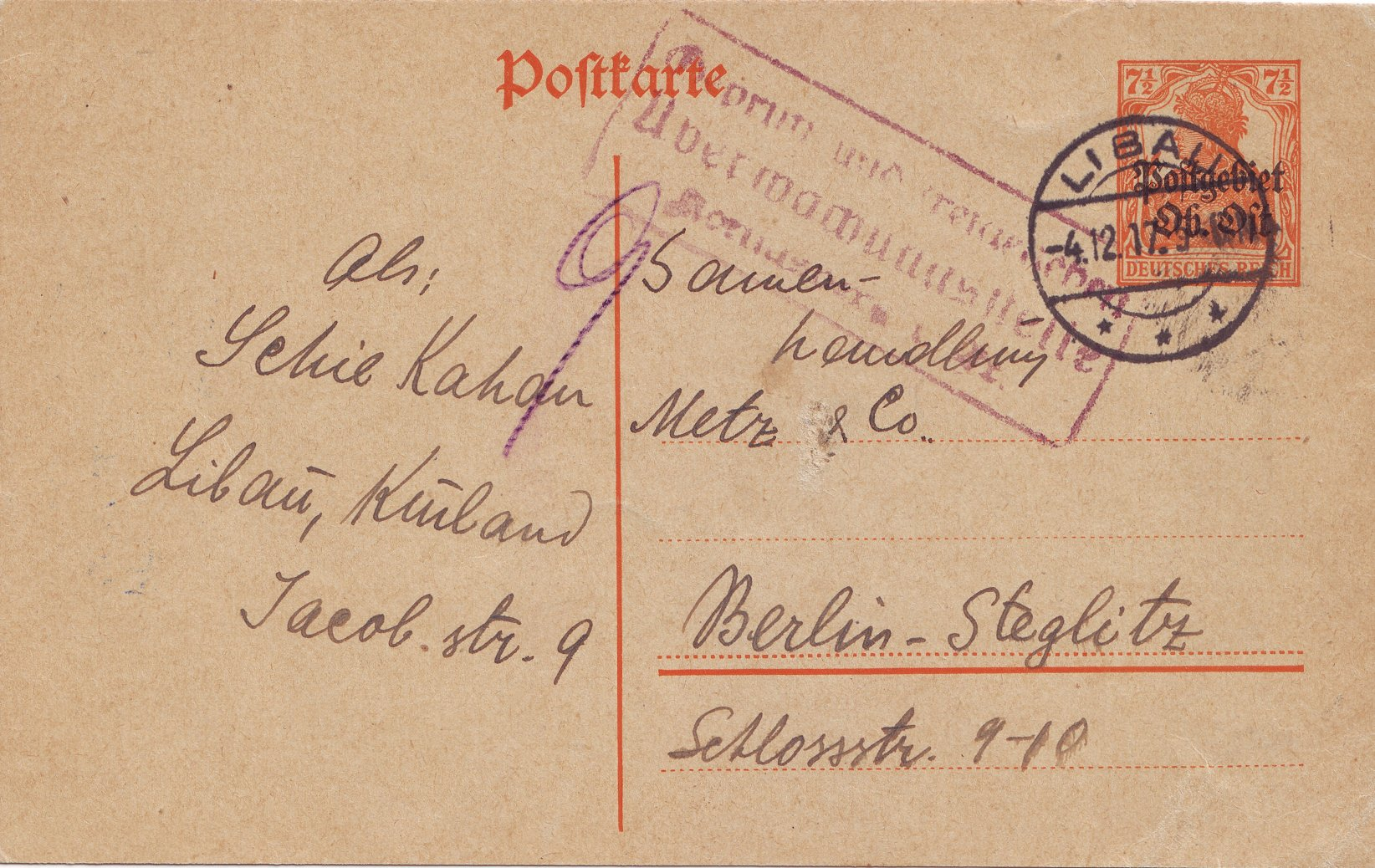
Postkarte aus Libau nach Berlin vom 4. Dezember 1917. Postgebiet Oberbefehlshaber Ost

#### Deutsche Abstimmungsgebiete und Nachnutzungen
- Libau (Liepāja). In der Stadt, die ab dem 2. Januar 1919 unter der Verwaltung des unabhängig gewordenen Lettland stand, wurde der Postverkehr zunächst von der dort verbliebenen deutschen 8. Armee besorgt, die vorhandene Germania-Marken in kleiner Auflage mit einem schrägen violettblauen oder roten Handstempelaufdruck „LIBAU“ versah und ab 2. Januar 1919 in den Verkehr brachte. Dies wurde vom Reichspostamt am 11. Januar 1919 untersagt, der Aufbrauch der vorhandenen Bestände wurde jedoch gestattet.[10][11]
- Oberschlesien (Ausgabe der französischen Besatzungsbehörde Commission Interalliée de Gouvernement et de Plébiscite de Haute-Silésie, sogenannte Oppelner Notausgabe) ab Februar 1920, mit Handstempelaufdruck „C.I.H.S.“ in Brücke auf Kreis[12][13]
- Marienwerder, mit dreizeiligem Aufdruck „Commission Interalliée Marienwerder“, teils mit Aufdruck eines neuen Werts. Bei den von einer lokalen Druckerei hergestellten Aufdrucken gibt es zahllose Varianten.[14]
- Allenstein, mit schwarzem dreizeiligem Aufdruck „PLÉBISCITE OLSZTYN ALLENSTEIN“ (ab 3. April 1920) bzw. Aufdruck im Hochoval (ab Mai 1920)
- Saargebiet, Aufdruck zunächst „Sarre“, später „SAARGEBIET“, teilweise in Zierschrift mit neuem Saarwappen
- Memelgebiet (Völkerbundsmandat)
- Danzig (Freie Stadt). Für Danzig erfolgten die ersten Aufdrucke durch die Reichsdruckerei Berlin, spätere (ab 10. August 1920) durch die Druckerei Julius Sauer in Danzig. Bemerkenswert ist die Vielzahl unterschiedlicher, meist farbiger Aufdruckgestaltungen.
- Polen (durchgestrichener Aufdruck Gen.-Gouv. Warschau und weiterer Aufdruck Poczta Polska, teils mit weiterem Wertaufdruck, Mi.-Nr. 6–16, sowie Aufdruck Poczta Polska auf Germania-Marken des Deutschen Reichs, Mi.-Nr. 130–134 („erste Posener Aushilfsausgabe“[15]), und Marken des Deutschen Reichs mit neuem Wertaufdruck, Mi.-Nr. 135 und 136, auf Werten 2 und 7½ Pfennig, „zweite Posener Aushilfsausgabe“, diese Ausgabe (Auflage: je 20 000 Stück) ist dadurch bemerkenswert, dass nur große neue Wertziffern – 5 und 10 – (im Buchdruck und im autographischen Verfahren) aufgedruckt sind, aber keine weiteren Angaben[16]), weiter polnische Lokalausgaben mit lokalen Aufdrucken in Alexandrowo, Baranów, Błonie, Brzeziny, Ciechocinek, Grodzisk, Izbica, Kalisz, Łęczyca, Łowicz, Łuków, Ostrolęka, Ostrów, Ozorków, Plońsk, Poddębice, Pultusk, Sieradz, Skiernewice, Włocławek[17] und Zduńska Wola.

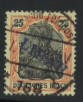
Notausgabe Libau, 25 Pf., Type II a, Januar 1919
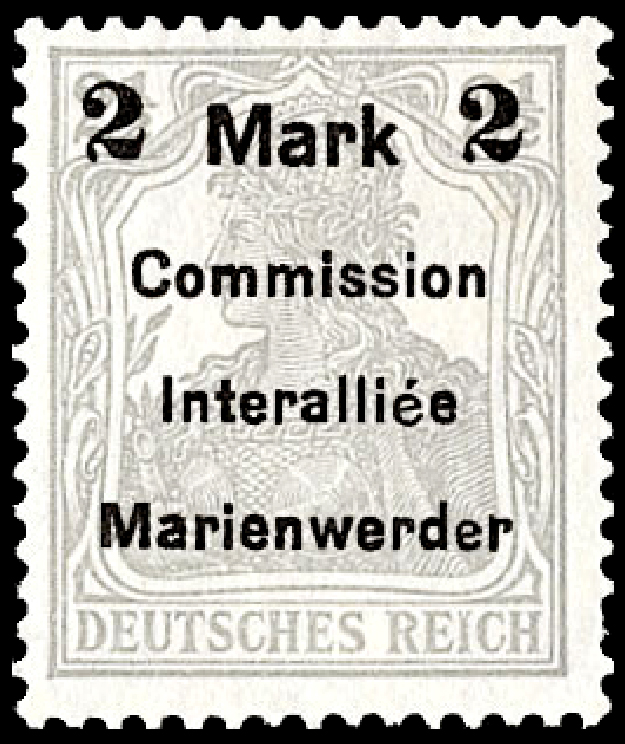
Marienwerder (Westpreußen) ab 27. März 1920
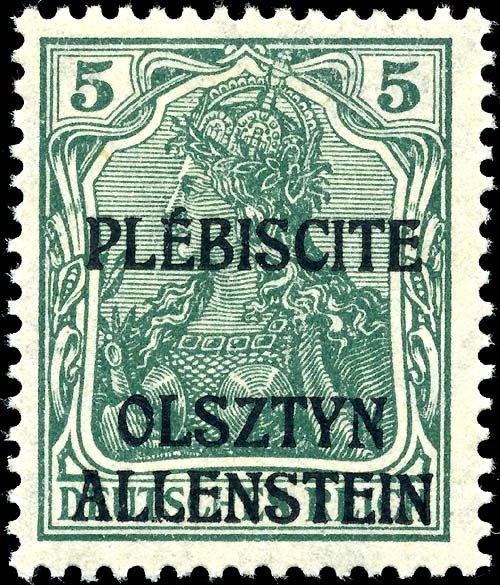
Allenstein (Ostpreußen) ab 3. April 1920
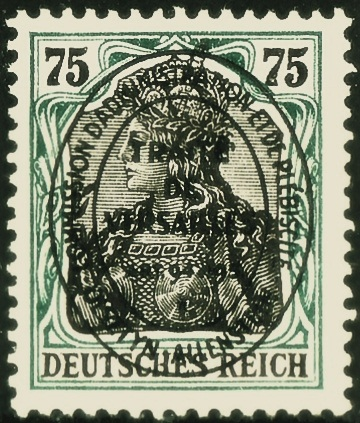
Allenstein (Hochoval)
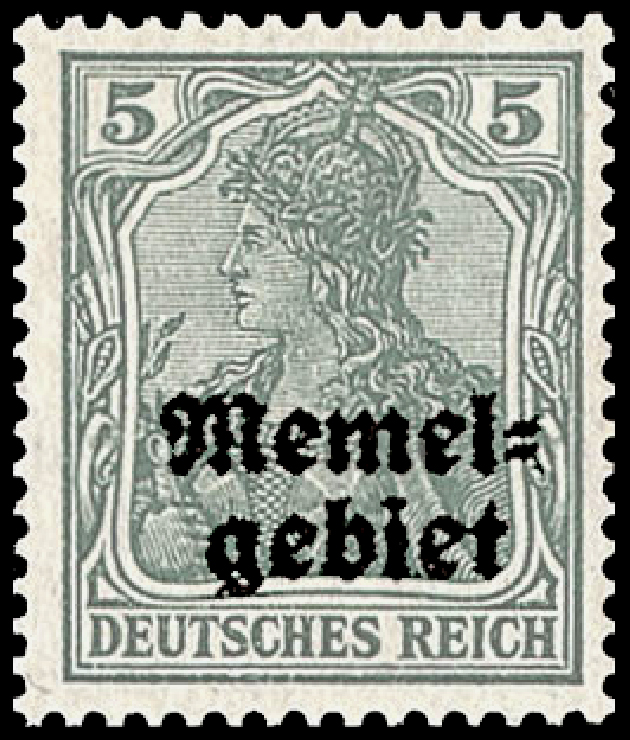
Memelgebiet (Klaipėda) (später litauisch) ab 1. August 1920
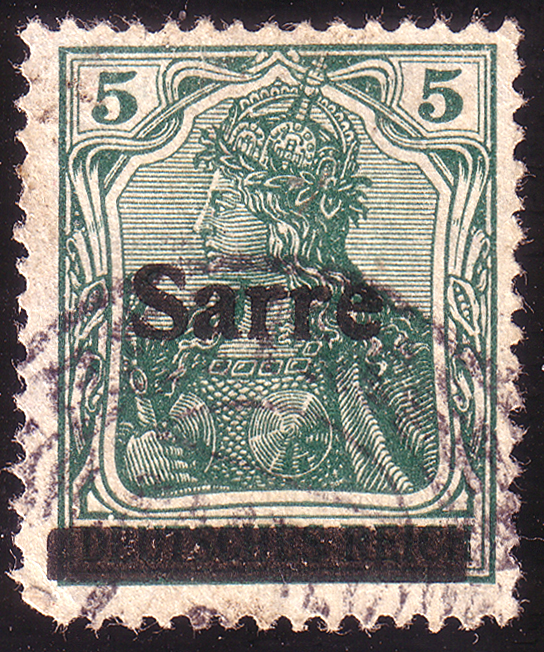
Saargebiet (1920–1935) ab 30. Januar 1920
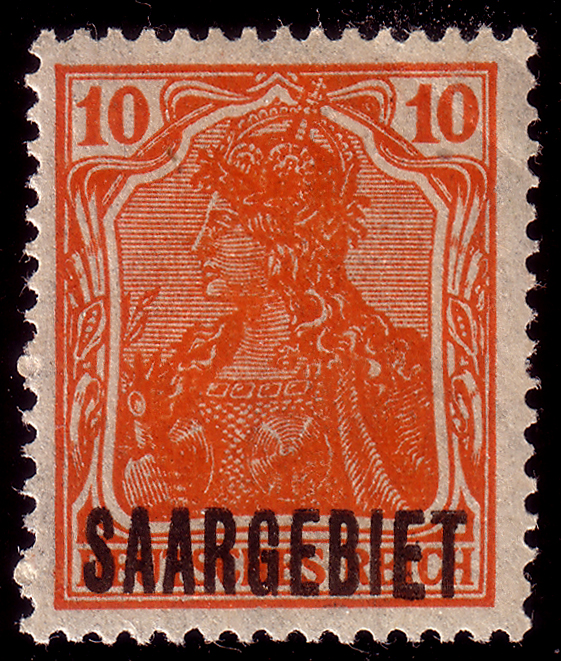
Saargebiet
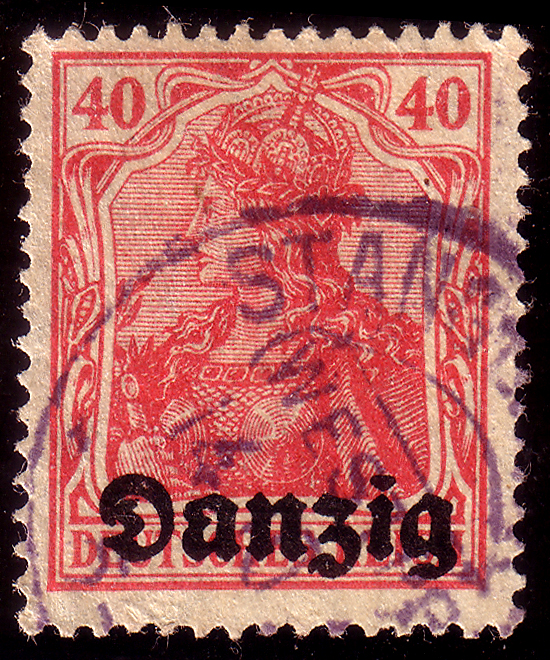
Danzig, ab 14. Juni 1920
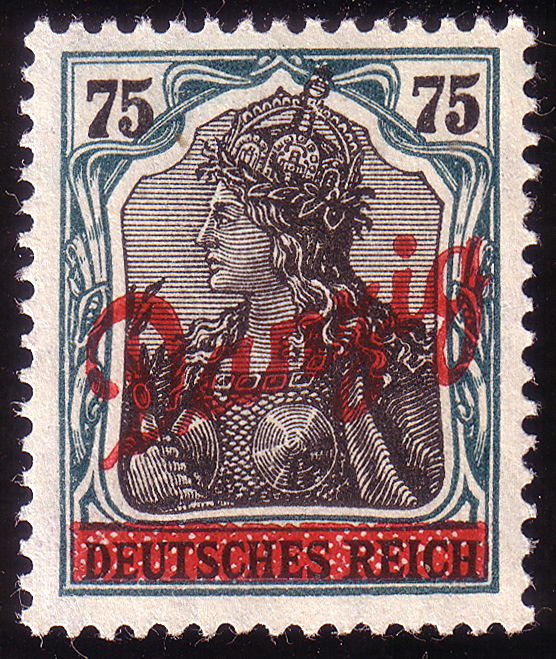
Danzig
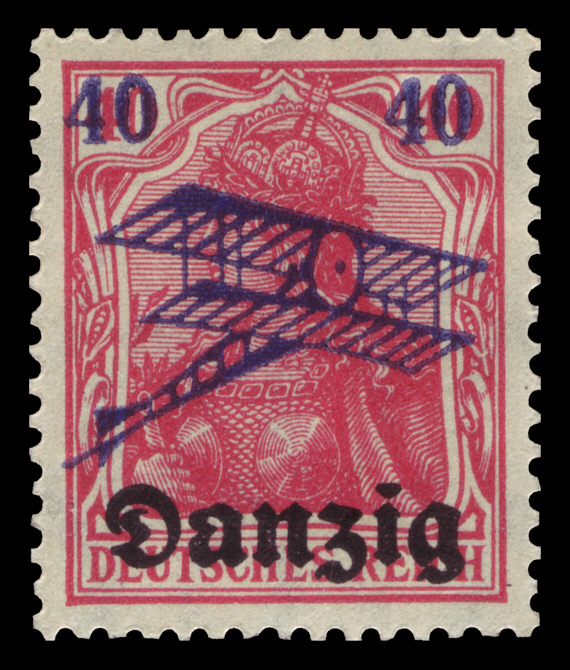
Danzig, Flugpostmarke 1920
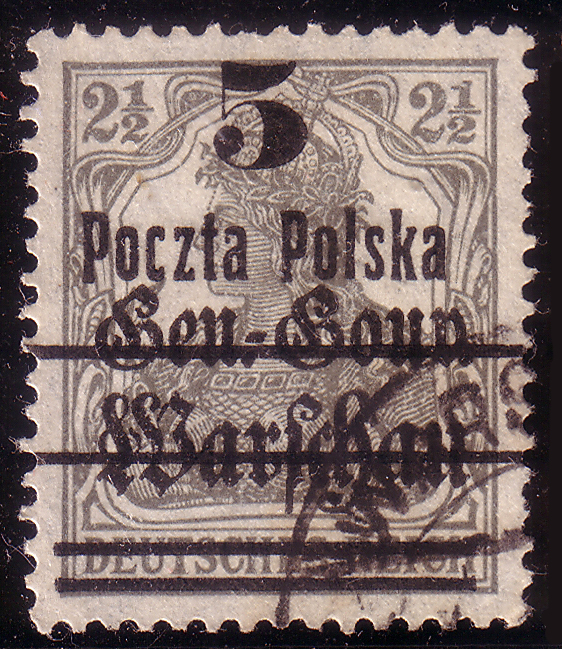
Polen
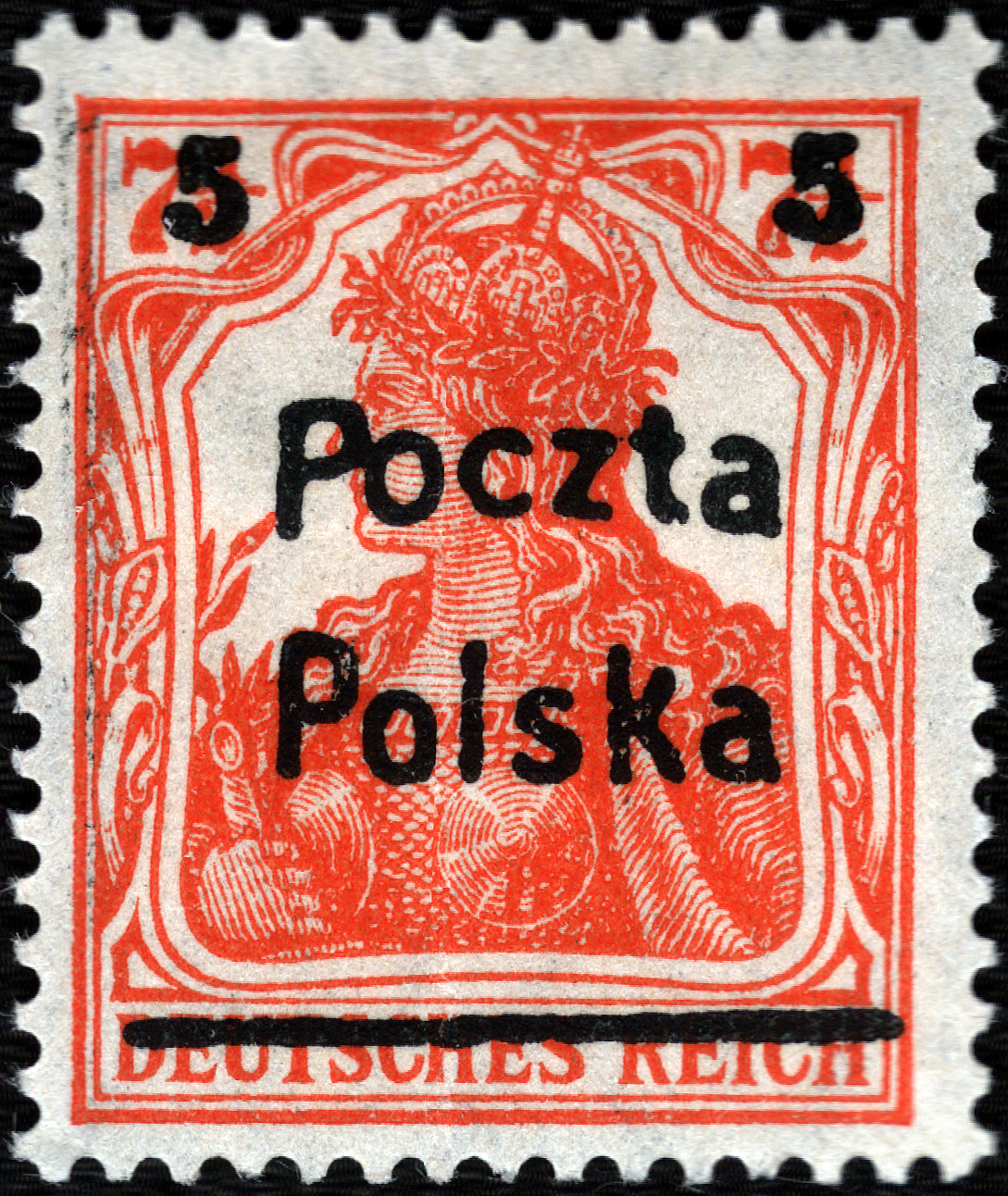
Polen (erste Posener Aushilfsausgabe)